# Kuwait ai Giochi della XXVIII Olimpiade
Il Kuwait partecipò ai Giochi della XXVIII Olimpiade, svoltisi ad Atene, Grecia, dal 13 al 29 agosto 2004, con una delegazione di 11 atleti impegnati in tre discipline.

## Delegazione
| Sport            | Uomini | Donne | Totale |
| ---------------- | ------ | ----- | ------ |
| Atletica leggera | 4      | 1     | 5      |
| Judo             | 1      | -     | 1      |
| Tiro             | 5      | -     | 5      |
| Totale           | 10     | 1     | 11     |

## Risultati

### Atletica leggera
| Q | Qualificato al turno successivo per la Classifica in qualificazione                                                          |
| q | Qualificato per il turno successivo per ripescaggio o, negli eventi su campo, conquistando la misura minima per qualificarsi |

Maschile
Eventi su pista e strada
| Atleta            | Evento       | Batteria  | Batteria   | Semifinale      | Semifinale      | Finale          | Finale          |
| Atleta            | Evento       | Risultato | Classifica | Risultato       | Classifica      | Risultato       | Classifica      |
| ----------------- | ------------ | --------- | ---------- | --------------- | --------------- | --------------- | --------------- |
| Fawzi Al-Shammari | 400 m        | 48"25     | 7º         | non qualificato | non qualificato | non qualificato | non qualificato |
| Mohammad Al-Azemi | 800 m        | 1'47"67   | 7º         | non qualificato | non qualificato | non qualificato | non qualificato |
| Bashar Omar       | 3000 m siepi | 8'48"65   | 14º        | N.D.            | N.D.            | non qualificato | non qualificato |

Eventi sul campo
| Atleta         | Evento              | Qualificazioni | Qualificazioni | Finale          | Finale          |
| Atleta         | Evento              | Distanza       | Classifica     | Distanza        | Classifica      |
| -------------- | ------------------- | -------------- | -------------- | --------------- | --------------- |
| Ali Al-Zinkawi | Lancio del martello | 71.06          | 31º            | non qualificato | non qualificato |

Femminile
Eventi su pista e strada
| Atleta             | Evento | Batteria  | Batteria   | Quarti di finale | Quarti di finale | Semifinale      | Semifinale      | Finale          | Finale          |
| Atleta             | Evento | Risultato | Classifica | Risultato        | Classifica       | Risultato       | Classifica      | Risultato       | Classifica      |
| ------------------ | ------ | --------- | ---------- | ---------------- | ---------------- | --------------- | --------------- | --------------- | --------------- |
| Danah Al-Nasrallah | 100 m  | 13"92     | 8ª         | non qualificata  | non qualificata  | non qualificata | non qualificata | non qualificata | non qualificata |

### Judo
Maschile
| Atleta       | Evento  | Preliminari                  | 16-esimi             | Ottavi               | Quarti               | Semifinali           | Ripescaggio          | Finale               | Pos.            |
| Atleta       | Evento  | Avversario Punteggio         | Avversario Punteggio | Avversario Punteggio | Avversario Punteggio | Avversario Punteggio | Avversario Punteggio | Avversario Punteggio | Pos.            |
| ------------ | ------- | ---------------------------- | -------------------- | -------------------- | -------------------- | -------------------- | -------------------- | -------------------- | --------------- |
| Majid Al-Ali | +100 kg | Boonzaayer (USA) P 0000–1010 | non qualificato      | non qualificato      | non qualificato      | non qualificato      | non qualificato      | non qualificato      | non qualificato |

### Tiro a segno/volo
Maschile
| Atleta              | Evento      | Qualificazioni | Qualificazioni | Finale          | Finale          |
| Atleta              | Evento      | Punti          | Classifica     | Punti           | Classifica      |
| ------------------- | ----------- | -------------- | -------------- | --------------- | --------------- |
| Naser Al-Meqlad     | Trap        | 117            | 14º            | non qualificato | non qualificato |
| Khaled Al-Mudhaf    | Trap        | 121            | 4º Q           | 141             | 6º              |
| Fehaid Aldeehani    | Double trap | 134 (3)        | 8º             | non qualificato | non qualificato |
| Mashfi Al-Mutairi   | Double trap | 131            | 12º Q          | non qualificato | non qualificato |
| Abdullah Al-Rashidi | Skeet       | 121            | =9º            | non qualificato | non qualificato |